# Eraldo Pizzo
Eraldo Pizzo (Rivarolo, 21 de abril de 1938- ) fue un jugador de waterpolo italiano.

## Biografía
Estuvo en la selección de waterpolo italiana en las olimpiadas de 1960, 1964, 1968 y 1972.
Se retiró como jugador de waterpolo en 1982, y pasó a ser el presidente del club Pro Recco durante 3 años.

## Clubs
- Pro Recco ( Italia)
- FIAT Torino ( Italia)
- Bogliasco ( Italia)

## Títulos
Como jugador de waterpolo de la selección italiana:
- 6º en los juegos olímpicos de Múnich de 1972
- Oro en el campeonato europeo de waterpolo de 1970
- 4º en los juegos olímpicos de México de 1968
- Oro en el campeonato europeo de waterpolo de 1966
- 4º en los juegos olímpicos de Tokio de 1964
- Oro en los juegos olímpicos de Roma de 1960
- Oro en el campeonato europeo de waterpolo de 1958